# Kyselina glutakonová
Kyselina glutakonová (systematický název kyselina pent-2-endiová) je dikarboxylová kyselina, nenasycený ekvivalent kyseliny glutarové, od níž se liší dvojnou vazbou mezi druhým a třetím uhlíkem. Má dva izomery, kterými jsou kyselina cis glutakonová a kyselina trans glutakonová; v přírodě se vyskytuje převážně trans forma. Její estery a soli se nazývají glutakonáty.
Kyselinu cis-glutakonovou lze připravit bromací kyseliny levulinové následovanou reakcí vzniklého dibromketonu s uhličitanem draselným.
Anhydrid této kyseliny se v roztoku vyskytuje převážně jako dikarbonylový tautomer. Jedná se o bezbarvou pevnou látku, která taje při 77–82 °C. Na jeho přípravu je možné použít cis- i trans kyselinu; trans forma se za reakčních podmínek izomerizuje.

## Význam v lékařství
Kyseliny glutarová, 3-hydroxyglutarová a glutakonová jsou strukturně podobnými metabolity. Při glutarové acidurii prvního typu se kyselina glutakonová hromadí, což vede k poškození mozku.